# Pala d'oro
La Pala d'oro, conservata nel presbiterio della basilica di San Marco a Venezia, è un grande paliotto in oro, argento, smalti e pietre preziose (212x334 cm). Il corredo dei suoi smalti è tra i più rilevanti nel suo genere. Alcuni risalgono alla metà del XII secolo (il Pantocratore, gli arcangeli, le feste) e sono pezzi pregiatissimi, tra i vertici dell'arte bizantina del tempo.
Grande è l'eleganza del disegno delle figure e la loro realizzazione richiese un notevole virtuosismo tecnico, con l'uso della tecnica cloisonné.
La grandiosa opera di oreficeria venne prodotta appositamente per la basilica nel X secolo ed arricchita fino al XIV.

## Storia

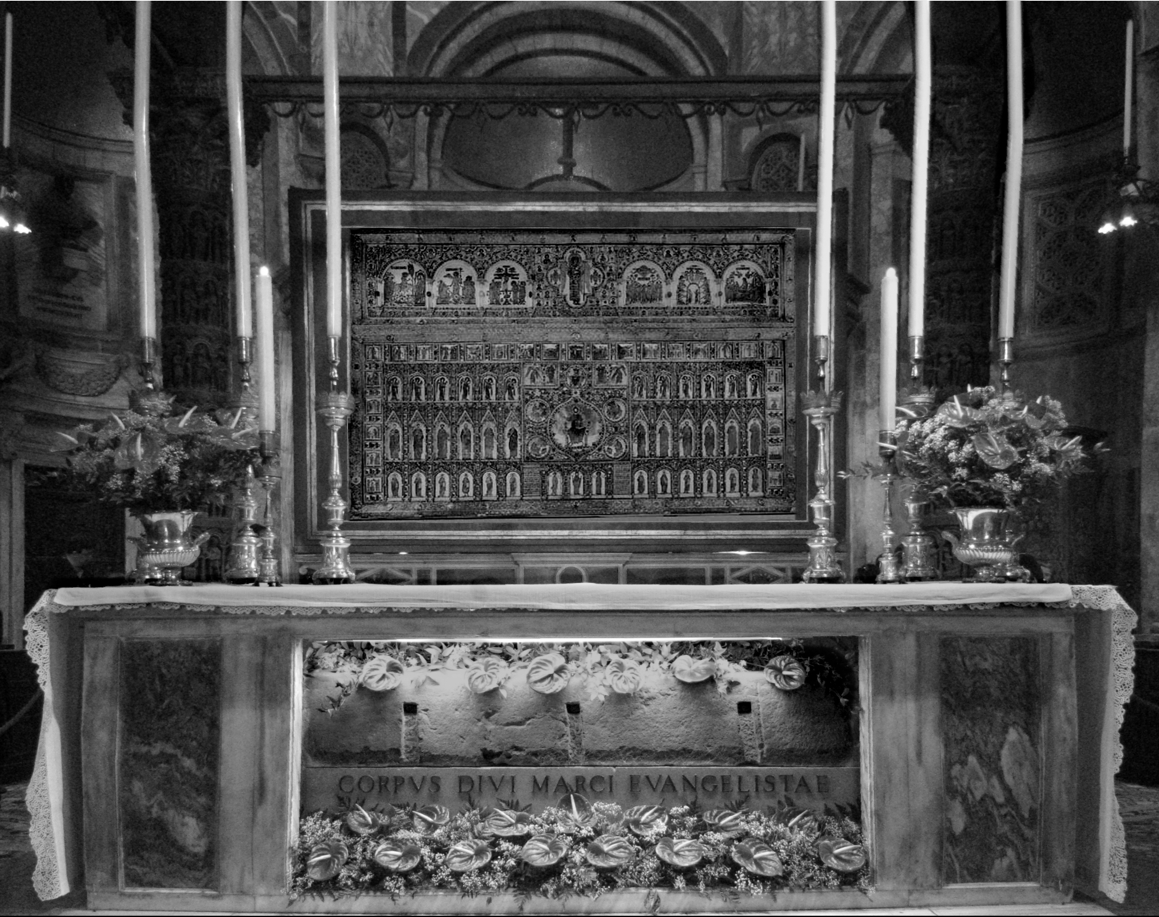
La Pala d'oro sopra l'altare con le reliquie dell'evangelista Marco

La prima pala marciana di cui si ha notizia fu commissionata a Costantinopoli nel 976 dal doge Pietro I Orseolo (976-978). La seconda pala fu commissionata a Costantinopoli dal doge Ordelaffo Falier (1102-1118) nel 1105. Venne ancora modificata nel 1209, dopo la conquista di Costantinopoli da parte della quarta crociata (1204), su incarico di Pietro Ziani: a questa fase appartengono i sette grandi smalti del registro superiore provenienti forse dal monastero del Pantocrator a Costantinopoli.
L'ultimo intervento fu ordinato dal doge Andrea Dandolo nel 1342, incaricando l'orafo veneziano Giovanni Paolo Boninsegna: venne rifatta la cornice e riordinati gli smalti in un insieme di gusto gotico. Ci informa su queste tre fasi di realizzazione la notizia che si conserva in epigrafe nella stessa Pala e nella Chronica di Dandolo stesso. La firma dell'orefice venne riscoperta nel restauro del 1847.

## Descrizione

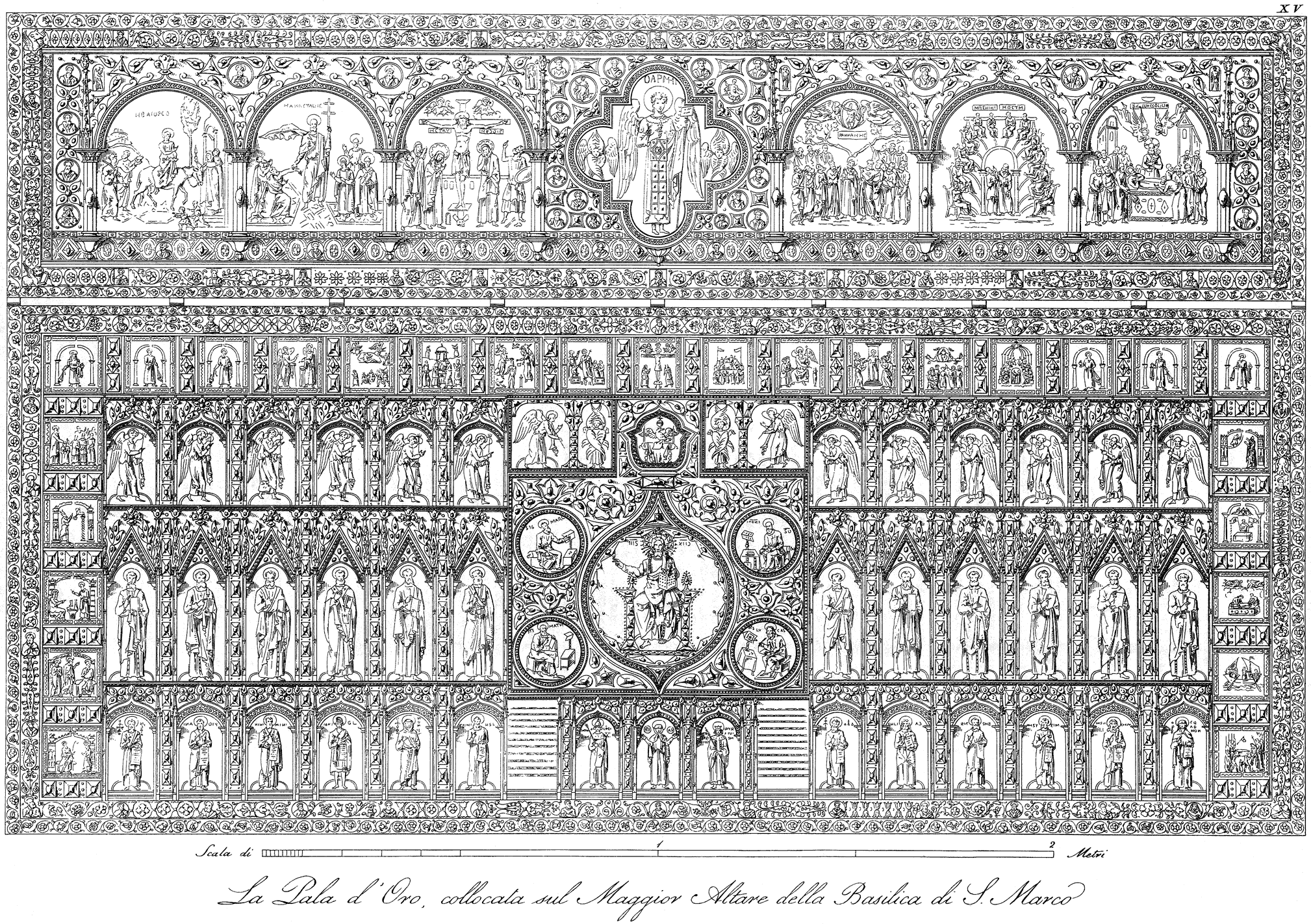
Schema della decorazione

All'ultimo intervento risale la creazione della struttura gotica in argento dorato, arricchita da perle, smalti, pietre preziose. 
Vi si notano due registri principali, uno maggiore in basso (il paliotto) e uno più sottile superiore (la predella), a loro volta spartiti in uno o più ordini.
Le due parti della pala vennero definitivamente unite fra il 1836-1847 con l'ultimo restauro di Lorenzo e Piero Favro.
All'interno dello spazio vennero incastonati gli straordinari smalti bizantini, risalenti a più epoche, dal X al XII secolo.
Secondo l'inventario del 1796, la pala ha 1300 perle, 400 granati, 300 zaffiri, 300 smeraldi, 90 ametiste e poi 75 balasci, 15 rubini, 4 topazi, 2 cammei, in tutto 1927 gemme.
L'insieme della parte inferiore appare come la città di cui parla l'Apocalisse di san Giovanni al capitolo 21: "…le mura sono costruite con diaspro e la città è di oro puro simile a terso cristallo, le fondamenta delle mura della città sono adorne di ogni specie di pietre preziose".

## Il Doge Falier e l'imperatrice Irene
Le due figure poste ai lati della Vergine si identificano, grazie alle iscrizioni che le accompagnano, con il Doge Ordelaffo Falier ("Ordelaffo Faletrus Dei gracia Venecie dux") e l'imperatrice bizantina Irene Ducaena (in greco: "Irene Augusta"). Nello smalto del doge Falier, la testa evidentemente troppo piccola in proporzione al corpo e tracce che rivelano un intervento di sostituzione della testa stessa hanno indotto gli studiosi a ritenere che in origine la figura rappresentata non fosse il doge, ma un imperatore bizantino, identificato con Alessio I Comneno o con suo figlio Giovanni II. Entrambi ebbero mogli di nome Irene: se lo smalto appartiene, come pare, all'originaria pala commissionata nel 1105, l'identificazione con Irene moglie di Alessio è la più probabile.
Secondo una diffusa e autorevole interpretazione, la pala del 1105 doveva comprendere alcuni smalti oggi perduti, disposti in questo modo: al centro la Vergine orante, alla sua destra il doge Ordelaffo nelle vesti di protosebasto (smalto perduto) e Alessio I Comneno (smalto perduto), alla sua sinistra Irene e il figlio Giovanni nell'abbigliamento di coimperatore (questo sarebbe dunque lo smalto poi trasformato nel doge Falier).
Studi più recenti hanno proposto una diversa ricostruzione, sulla base di molteplici argomenti. Dal punto di vista tecnico, si è verificato che l'unico intervento effettuato sulla placchetta è la sostituzione della testa. Altre modifiche, in particolare dell'iscrizione con il nome del doge, avrebbero richiesto un intervento difficile, potenzialmente distruttivo per lo smalto. Il nome del doge è, dunque, originale. Altri elementi portano ad escludere che in origine la placchetta raffigurasse un imperatore bizantino: la corona non ha i prependulia (fili di perle ai lati della corona), i calzari non sono rossi, ma neri, l'abbigliamento non corrisponde a quello, ben noto, che indossano gli imperatori di età comnena (loros o clamide). L'abito si adatta invece a un dignitario della corte bizantina, quale era il doge in virtù del titolo di protospatharios, di cui Falier era stato insignito, secondo quanto attestano documenti veneziani coevi.
L'intervento sulla placchetta del doge riguardò quindi solamente la testa, che fu sostituita probabilmente per introdurre il nimbo o aureola, che doveva mancare nella figura originale: la presenza dello scettro impose però di ridurre le dimensioni della testa (che risulta quindi troppo piccola) per fare spazio al nimbo. Con l’aggiunta di un nimbo la figura del doge acquisiva uno status imperiale (il nimbo è riservato ai santi e agli imperatori), che non poteva essere rivendicato nel 1105, quando la pala fu commissionata a Costantinopoli. In quest'epoca, la posizione più elevata dell'imperatore non poteva essere messa in discussione: anche nella corona del re Géza di Ungheria (Costantinopoli, XI sec.), l'imperatore bizantino Michele VII Duca e suo figlio sono raffigurati con il nimbo, mentre il re Géza ne è privo. La modifica del testa del doge Falier si spiega bene, invece, nel 1209, dopo la conquista di Costantinopoli, quando l’imperatore diviene “dominator quartae partis et dimidiae totius imperii Romaniae”, inizia a portare scarpe rosse e Venezia vanta pretese “imperiali”, illustrate anche nel nuovo allestimento della Piazza (con i cavalli, i tetrarchi ecc.). Il Procuratore di San Marco incaricato del restauro nel 1209 è Angelo Falier, che poteva ben essere interessato a interpretare il nuovo spirito dei tempi attribuendo al suo antenato doge un più alto prestigio. L'intervento si limitò al nimbo (e non, per es., all'abito, alla corona o alle scarpe) forse a causa delle difficoltà tecniche.

## Galleria d'immagini

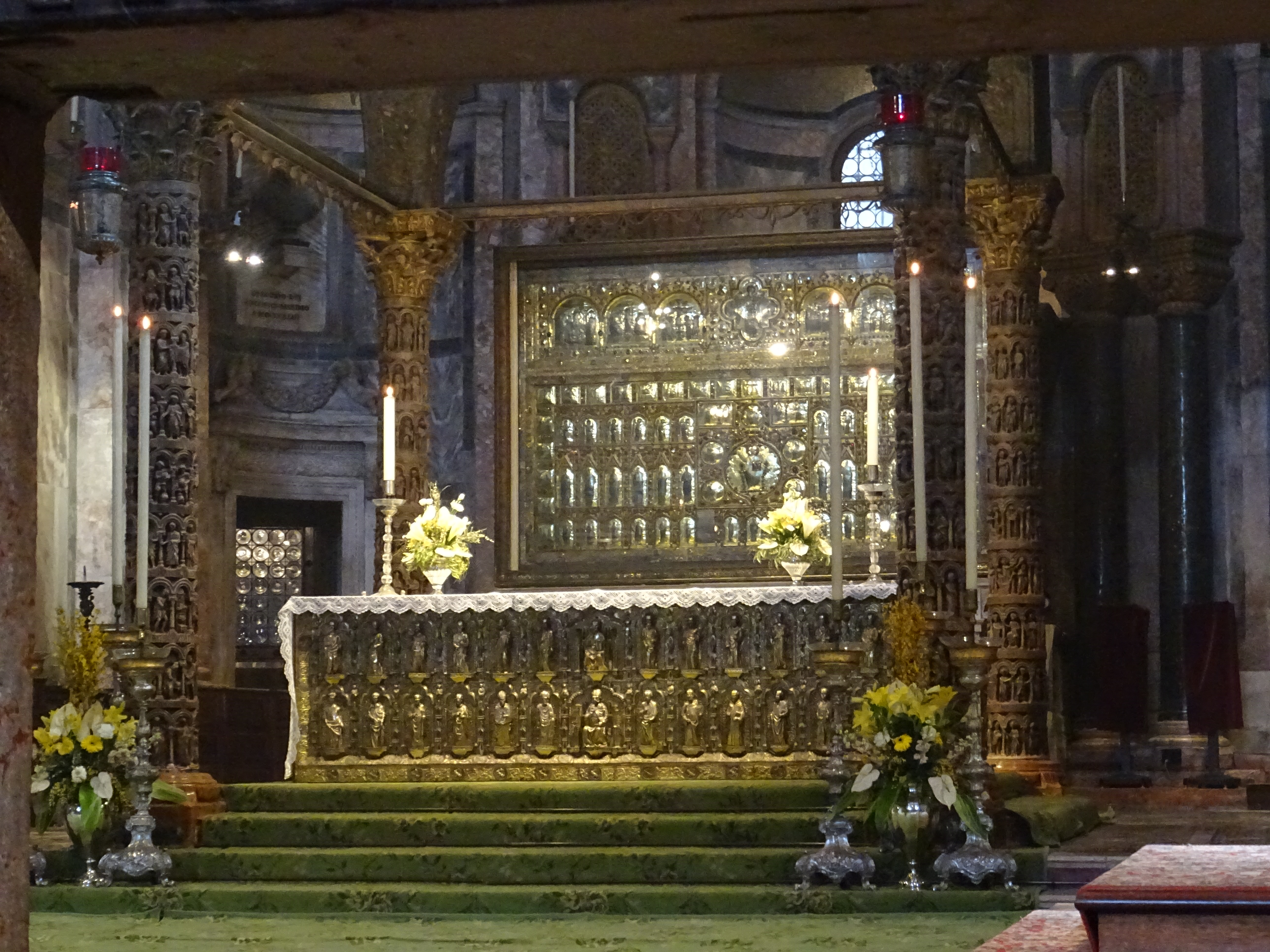
La Pala d'oro e il paliotto d'altare
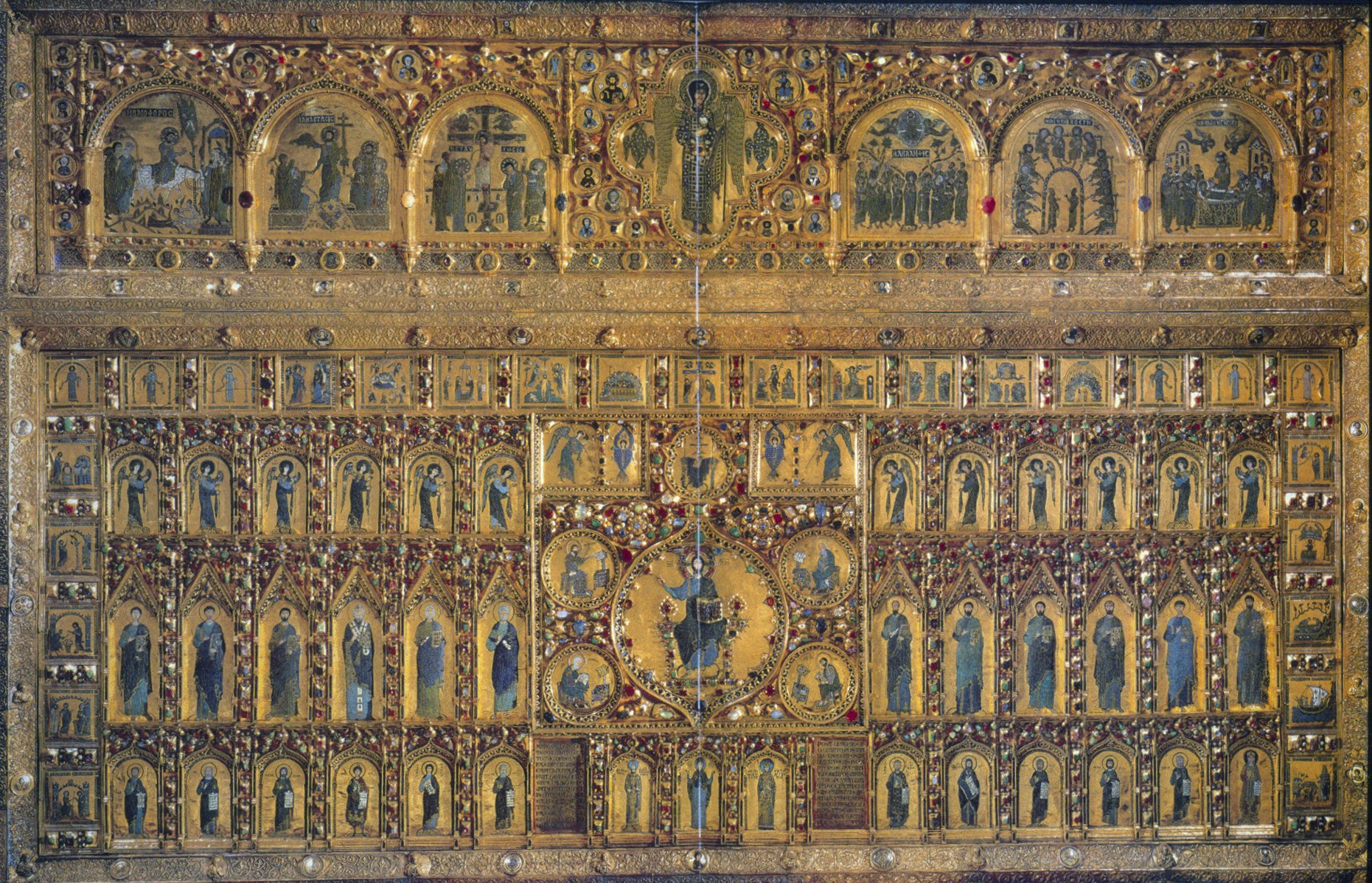
Pala d'oro
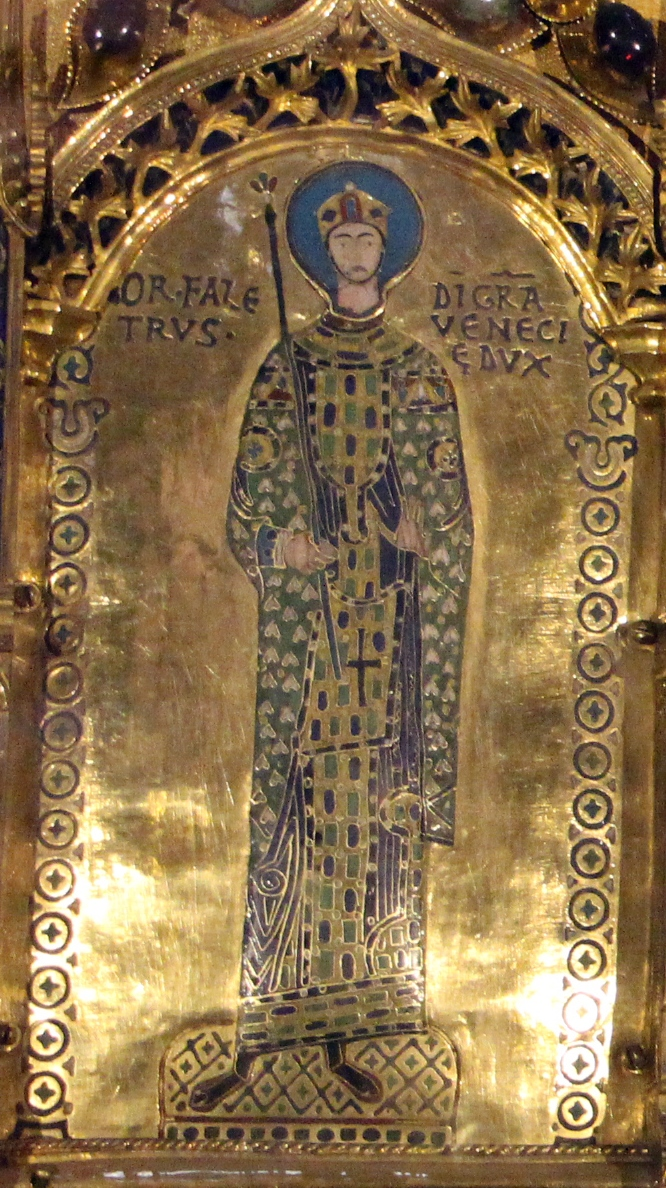
Doge Falier
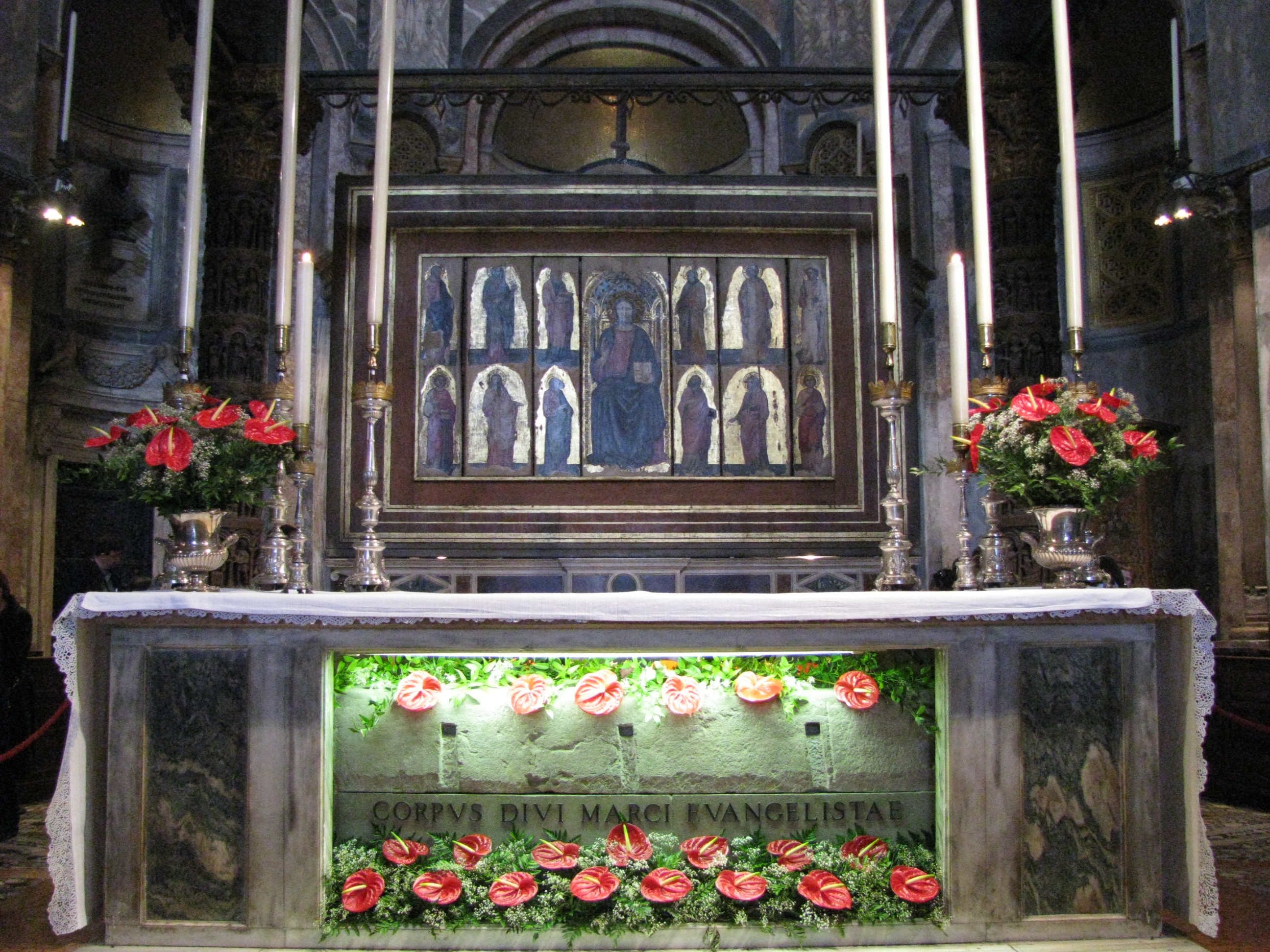
La pala feriale che copre normalmente la Pala d'oro